# Grevillea microstegia
Grevillea microstegia är en tvåhjärtbladig växtart som beskrevs av Molyneux. Grevillea microstegia ingår i släktet Grevillea och familjen Proteaceae. Inga underarter finns listade i Catalogue of Life.